# دایان ویتلزی
دایان ویتلزی (انگلیسی: Diane Whittlesey) یک شخصیت خیالی در سریال تلویزیونی از محصول شبکه اچ‌بی‌او است. این شخصیت توسط ادی فالکو به تصویر کشیده شده است. طبق مقاله ای در نیویورک تایمز، شخصیت ویتلزی از یک مدیر زن که تام فونتانا، خالق سریال در زندانی در جنوب نیوجرسی با او ملاقات کرده بود الگوبرداری شده است.

## مشخصات شخصیت
او به عنوان اولین افسر زن واحد اصلاح و تربیت اوز یک مادر مطلقه و مجرد است که از همسر آزاری، فقر و سوء مصرف مواد رنج برده است. با همه اینها، او درک بسیار خوبی از زندگی جنایی به دست آورده است. او یک مدیر در زندان به شدت امنیتی اسوالد است، اما بارها توضیح می‌دهد که این به این دلیل است که نمی‌تواند در جای دیگری کار پیدا کند. تنها انگیزه او مراقبت از مادرش که مبتلا به سرطان است و دختر خردسالش است که باید خودش به تنهایی او را بزرگ کند. او دو شیفت کار می‌کند و گاهی اوقات در زندان می‌خوابد تا بتواند از پس تأمین مخارج زندگی بربیاید. او به عنوان یکی از دلسوزترین و منصف‌ترین مدیران زندان به تصویر کشیده می‌شود. ویتلزی یکی از معدود شخصیت‌هایی است که پایان خوشی در این سریال دارد. او به حفظ سوابق زندانیان و جلوگیری از هرگونه درگیری بین زندانیان کمک می‌کند. در نهایت، بین او و مک مأنوس یک جاذبه ایجاد می‌شود و حتی در یک سلول خالی رابطه جنسی برقرار می‌کنند. ویتلزی خبرهای بدی دریافت می‌کند - اوز با وزارت اصلاحات قراردادی بسته است که در آن دیگر به افسران اجازه اضافه کاری را نمی‌دهند که این مسئله به شدت بر امور مالی او تأثیر می‌گذارد.
وقتی اسکات راس وارد اوز می‌شود مشکلات بیشتری برای او ایجاد می‌شود. او از بیرون یک موتورسوار خلافکار بوده که قبلاً در همان باند شوهر سابق ویتلزی حضور داشته است. او به ویتلسی وسواس دارد بارها سعی می‌کرد با او پشت سر شوهرش رابطه جنسی داشته باشد. راس تصمیم می‌گیرد به او در مورد وضعیتش کمک کند. او به ویلتزی پیشنهاد می‌کند که برای او سیگار قاچاق کند و او یک مقدار از مبلغ سودش را به او می‌دهد. او با اکراه موافقت می‌کند، اما این تلاش به سرعت توسط مک مأنوس کشف می‌شود. او ولتزی را اخراج نمی‌کند، زیرا می‌داند که او فقط در تلاش است برای خانواده اش پول دربیاورد، اما از او می‌خواهد که به آن پایان دهد. با این حال، راس او را تهدید می‌کند که همه چیز را به سرپرست لئو گلین می‌گوید، مگر اینکه او به کمک به امر قاچاق ادامه دهد.
او پس از ترک زندان هرگز به اوز بازنگشت، که باعث ناامیدی و آشفتگی مک مأنوس شد، زیرا او قصد داشت پس از بازگشت از او خواستگاری کند. او با خواهر پیت تماس می‌گیرد و توضیح می‌دهد که او با یک محافظ سلطنتی نامزد کرده است. این باعث می‌شود که مک مأنوس دچار حمله عصبی شود و در نهایت شغل خود را از دست بدهد. خروج ویتلزی در نمایش نوشته شد زیرا به ادی فالکو نقش کارملا سوپرانو در سریال خانواده سوپرانو پیشنهاد شده بود.